# Brje pri Komnu
Brje pri Komnu este o localitate din comuna Komen, Slovenia, cu o populație de 97 de locuitori.